# Exosoom

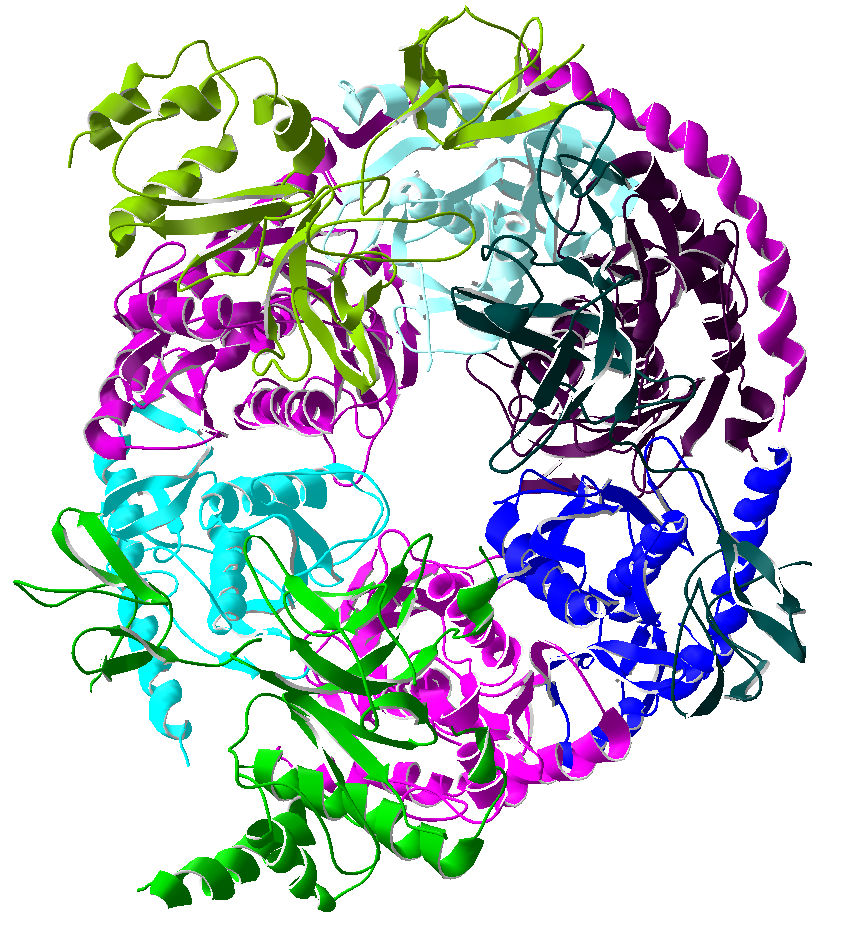
3D-Structuurmodelvan het humane exosoom gebaseerd op röntgenstructuur analysedata

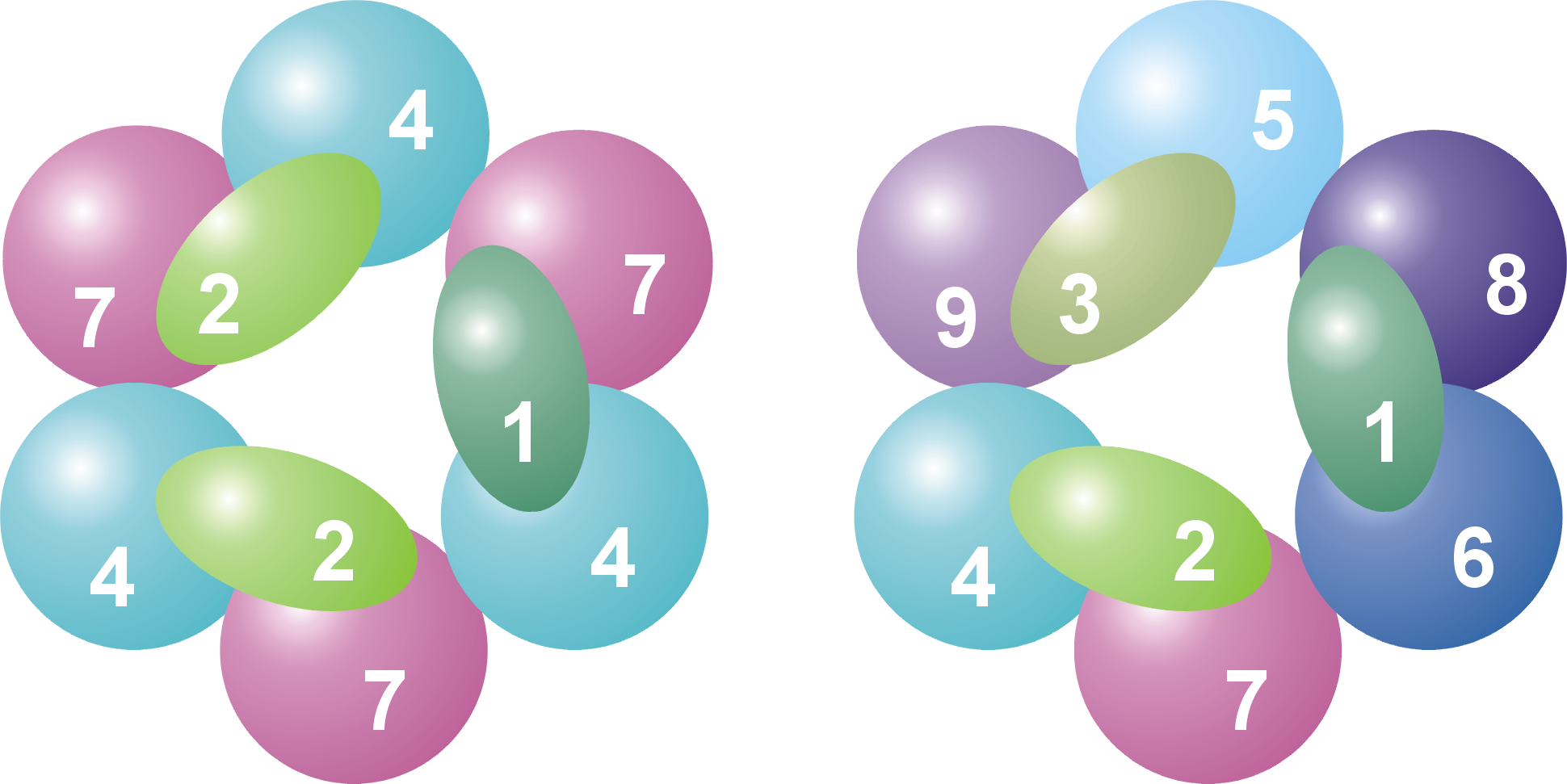
Schematische bouw van de kern van het exosoom bij de archaea (links) en eukaryoten (rechts)

Let op: onderstaande informatie gaat over het exosoom complex, niet over exosomen (blaasjes of vesicles)
Het exosoom (of PM/Scl-complex) is een eiwitcomplex dat betrokken is bij de afbraak van ribonucleïnezuren (RNA). In de kern van het exosoom zitten onder andere zes karakteristieke ringvormig geordende eiwitten. Het exosoom komt in de natuur overal voor, zowel bij de archaea als in de cellen van de eukaryoten. In eukaryotische cellen komt het eiwitcomplex zowel in het cytoplasma als in de celkern voor en is onontbeerlijk voor de celgroei. Bij bacteriën is dezelfde functie door het degradosoom overgenomen.

## Bouw
De kern van het exosoom van eukaryoten en archaea bestaat net zoals de structureel verwante polynucleotide-fosforylasen (PNPasen) van het degradosoom van bacteriën uit zes ringvormig gerangschikte kerneiwitten, drie cap-eiwitten en een centrale pore (opening). Vaak vormen deze kernvormende eiwitten een complex met andere eiwitten.
Alle zes kerneiwitten zijn ribonucleasen (RNasen) uit de  ribonuclease-PH-familie. De kern van het exosoom bij archaea bestaat uit slechts twee verschillende ribonucleasen (drie per molecuul Rrp41 en Rrp42) en bij de eukaryoten uit zes verschillende ribonucleasen (Rrp41, Rrp45, Rrp42, Rrp43, Mtr3 en Rrp46). De eukaryotische eiwitten Rrp41, Mtr3 en Rrp46 komen voort uit Rrp41 van de archaea en de eukaryotische eiwitten Rrp45, Rrp42 en Rrp43 uit Rrp42 van de archaea.
Het direct op de zes kern-ribonucleasen liggend cap-eiwit heeft een S1-RNA-bindingsplaats. Bij archaea bestaan de cap-eiwitten uit twee moleculen Rrp4 en een molecuul Csl4. Het cap-eiwit van de eukaryoten bestaat uit drie verschillende moleculen (Rrp4, Rrp40 en Csl4). Daarbij komen zowel het Rrp4 als het Rrp40 bij de eukaryoten overeen met het Rrp4 van de archaea.
De meest voorkomende van de twee eukaryotische eiwitten, die samen met de kernvormende kern- en cap-eiwitten voorkomen, zijn Rrp44 en Rrp6. Terwijl Rrp44 een ribonuclease uit de RNase-R-familie is, behoort Rrp6 tot de ribonucleasenfamilie D. Tot slot kunnen de bestanddelen van het exosoom-eiwitcomplex met talrijke regulatorische eiwitten een wisselwerking hebben.

## Werking
Het exosoom is een enzymcomplex dat voor de afbraak van ribonucleïnezuren zorgt. Afhankelijk van het celcompartiment en de deelnemende regulatoreiwiten worden mRNA, rRNA of kleine RNA's afgebroken. In het cytosol is het exosoom in het bijzonder bij de afbraak van mRNA betrokken. Het enzymcomplex verbindt zich daarbij met andere eiwitten, die specifieke monster (zogenaamde AU-rijke elementen) in het 3'-niet getransleerde bereik van het mRNA herkennen. In de celkern is het exosoom-eiwitcomplex nodig voor de juiste afbraak van kleine RNA's. In de nucleolus, die de grootste hoeveelheid exosomen heeft, spelen deze bij de afbraak van rRNA een centrale rol.
De werking van het exosoom-eiwitcomplex berust op de ribonucleaseactiviteit. Het exosoom heeft een exoribonuclease functie, waardoor het substraat vanaf het 3'-eind van een ribonucleïnezuurstreng afgebroken kan worden. De exoribonucleasefunctie van het exosoom bij de archaea is overgenomen door de ringvormig geordende kerneiwitten Rrp41 en Rrp42. Bij de eukaryoten zorgen de exosoom geassocieerde eiwitten Rrp6 en Rrp44 voor de afbraak.
Hoewel eukaryoten over meerdere RNA-afbrekende enzymen beschikken is het exosoom onontbeerlijk voor het overleven van de cellen. Een experimentele remming van de exosoom functie met bijvoorbeeld RNA-interferentie leidt tot het stoppen van de celgroei of de dood van de cel.